# Larry Siegel
Larry Siegel (1934, Jersey City – 9. ledna 2020) byl americký fotograf a galerista.

## Některé výstavy
- 2010: Galerie Tabla Rasa, skupinová výstava, Brooklyn
- 2004: Chamot Gallery, Jersey City
- 1986: Colegio Cairoli, Pavia
- 1986: Spazio, Foto San Fedele, Milán
- 1985: Galeria Luisella d'Alessandro, Turín
- 1982: Rizzoli, New York

## Sbírky
- Muzeum moderního umění, New York
- New York Public Library, New York
- Francouzská národní knihovna, Paříž
- Galerie Fiolet, Bert Hardkamp, Amsterdam

## Některé publikace
- B&W Magazine cena vítěze v červnovém vydání roku 2010
- Book of Photographs 14th St., vyd: Matrix 1982
- Aktuelle Fotografi (Švédsko)
- Camera Arts – kritická recenze výstavy v centru International Center of Photography, Photography of the Fifties (Fotografie padesátých let)
- Claudia (Mexico) – dvě fotografické eseje Mexican Nightclubs, Easter Passion Play (Mexické noční kluby, Velikonoční pašijová hra)